# HMS A1
HMS A1 je bila prva britanska podmornica Kraljeve vojne mornarice in prva, ki je doživela smrtne žrtve.
Bila je vodilna ladja razreda podmornic A. Zgrajena je bila v ladjedelnici Vickers, Barrow-in-Furness. Splovljena je bila 9. julija 1902.
Ponesreči je bila potopljena 18. marca 1904 med trčenjem s poštnim parnikom SS Berwick Castle.
Potopila se je v 12 m vodi, a je bila popolnoma poplavljena in celotna posadka je utonila. Posledično so bile vse britanske podmornice opremljene z nepredušno zaporo med trupom podmornice in opazovalnim stolpom.
8. aprila so jo dvignili, popravili in ponovno usposobili za aktivno službo. Avgusta 1910 je na podmornici eksplodiral bencin, zato so jo preuredili v testno plovilo.
Ponovno se je potopila naslednje leto, tokrat brez posadke, saj jo je upravljal avtomatski pilot. 
Razbitino so odkrili leta 1989 v Bracklesham Bayu.